# 신각수
신각수(申珏秀, 1955년 1월 16일 ~ )는 대한민국의 외교통상부 차관을 역임한 외무공무원이다. 본관은 고령이며, 충청북도 옥천군 출생이다.

## 생애
유명환 외교통상부 장관이 딸 특채 파문으로 사임한 후 김성환 신임 장관이 취임할 때까지 한달동안 장관 직무대행직을 맡았다.

## 학력
- 1977년 서울대학교 법학 학사
- 1979년 서울대학교 대학원 법학 석사
- 1991년 서울대학교 대학원 법학 박사

## 주요경력
- 1975.05 제9회 외무고시 합격
- 1976 외무부 입부 (10회와 동시입부)
- 1977 총무과 인사계
- 1977 ~ 1979 조약국 국제법규과
- 1979 ~ 1982 육군사관학교 법학과 교관
- 1981 ~ 1982 서강대학교 국제법 강사
- 1982 ~ 1983 국제기구조약국 국제법규과
- 1985 ~ 1986 국제기구조약국 조약과
- 1986.01 ~ 1989 주일본 대한민국 대사관 1등 서기관
- 1989 ~ 1990 아주국 동북아1과 차석
- 1990 ~ 1991 차관 보좌관
- 1991 ~ 1993 스탠포드대학 아태연구센터 객원연구원
- 1993 ~ 1995 아주국 동북아1과 과장
- 1995 ~ 1996 장관 보좌관
- 1995.12 주유엔 대표부 참사관
- 1998.12 주스리랑카 대한민국 대사관 공사참사관
- 2001.02 동아시아스터디그룹 담당심의관
- 2006.02 주이스라엘 대한민국 대사관 특명전권대사
- 2008.07 ~ 2009.11 외교통상부 제2차관
- 2009.11 ~ 2011.2 외교통상부 제1차관
- 2010.9.6 ~ 10.7 외교통상부 장관 직무대행
- 2011.6 ~ 2013.5 주일본 대사관 특명전권대사
- 2011 북경대학교 국제관계학원 객원연구원
- 2012 ~ 2018 상설중재재판소(PCA) 중재재판관
- 2013.11 ~ 2017 국립외교원 외교안보연구소 국제법센터 소장
- 2013 ~ 2014 서울대학교 일본연구소 특임연구원
- 2013 ~ 현재 북한인권시민연합 고문
- 2013 ~ 2019 사회복지공동모금회 이사
- 2013 ~ 2020 대한적십자사 인도법연구소 자문위원
- 2014 ~ 현재 법무법인 세종 고문
- 2014 ~ 현재 외교부 외교역량강화자문위원회 위원
- 2014 ~ 현재 육군사관학교 자문위원회 위원
- 2014 ~ 현재 KPX문화재단 감사
- 2014 ~ 현재 한반도미래재단 이사
- 2015 ~ 현재 NEAR재단 이사
- 2015 ~ 현재 육군사관학교 특간교관회 회장
- 2015 ~ 2018 외교협회 이사
- 2015 ~ 현재 한일축제한마당집행위원회 위원
- 2015 ~ 현재 Patron, Asia-Pacific Center for the Responsibility to Protect
- 2016 ~ 2019 울산대학교 초빙교수
- 2016 ~ 2017 국가공무원인재개발원 글로벌 자문위원
- 2016 ~ 현재 사단법인 세토포럼 이사장
- 2018 ~ 현재 사단법인 TJWG 이사
- 2019.02 ~ 2020.02 자유한국당 북핵외교안보특별위원회 자문위원
- 2019.06 한·일 의회외교포럼 자문위원
- 2019.07 ~ 2020.02 자유한국당 日수출규제 대책 특별위원회 부위원장
- 한국국가전략연구원 자문위원
- 케이정책플랫폼 연구위원
- 2022 ~ 현재 K-Policy Forum 이사
- 2023.10: 한일축제한마당 실행위원
- 한반도 평화 만들기 이사
- 한반도 평화 만들기 한일비전포럼 위원장